# Cerimônia de encerramento dos Jogos Olímpicos de Verão de 2012
A cerimônia de encerramento dos XXX Jogos Olímpicos ocorreu no Estádio Olímpico de Londres, em 12 de agosto de 2012 às 21 horas no horário de verão local (UTC+1). O coreógrafo Kim Gavin foi o diretor artístico.
O evento que encerrou o maior evento poliesportivo do mundo recebeu dos organizadores o nome de "Sinfonia da música britânica" (em inglês: "A Symphony of British Music"), apresentando os artistas e canções produzidas no Reino Unido nos últimos 50 anos.
Conforme a tradição olímpica, os atletas entraram juntos, e não separados por países, mostrando que são "uma só nação" e somente três países tiveram suas bandeiras hasteadas: Grécia, berço dos Jogos; Grã-Bretanha, sede; e Brasil, sede da próxima edição. Além destas três,a bandeira olímpica,foi arriada simbolizando o encerramento dos Jogos,enquanto que a bandeira olímpica de Seul foi entregue ao prefeito da cidade Rio de Janeiro, Eduardo Paes. Um bloco da cerimônia foi uma mostra sobre a diversidade cultural da cidade e do país, com o gari passista Renato Sorriso sambando com um inglês e nomes como a modelo Alessandra Ambrósio e o atleta do século Pelé.
Ao fim, o presidente do Comitê Olímpico Internacional (COI), Jacques Rogge, fez um discurso, declarando encerrado o evento e, a seguir, a chama da pira olímpica foi apagada.

## Artistas participantes
Participaram do show os grupos Pet Shop Boys,Kaiser Chiefs, Take That,os cantores George Michael em sua última aparição pública,Ed Sheeran,Taio Cruz, Liam Gallagher e Tinie Tempah, as cantoras Annie Lennox e Jessie J,o DJ Fatboy Slim,além dos comediantes Russel Brand e Eric Idle. O ponto alto do show foi a primeira reunião das Spice Girls desde a turnê The Return of the Spice Girls em 2008. Na cerimônia da Antuérpia, o show contou com os cantores Marisa Monte, Seu Jorge e B Negão.
A banda inglesa Muse tocou na cerimônia a música "Survival", a canção oficial dos Jogos Olímpicos de 2012.